# Bradbury (Kalifornija)
Bradbury je grad u američkoj saveznoj državi Kalifornija. Prema popisu stanovništva iz 2010. u njemu je živjelo 1,048 stanovnika.